# Cetomacrogolzalf
Cetomacrogolzalf (unguentum cetomacrogolis) is een vettige zalf, waaraan verder geen werkzame geneesmiddelen zijn toegevoegd. Het is een voorbeeld van een neutrale, vette zalf oftewel een "emolliens". Het wordt gebruikt om schilfering, droogheid en jeuk van de huid tegen te gaan. Het kan bijvoorbeeld worden voorgeschreven bij vormen van eczeem en droge huid.
Samenstelling (volgens het Formularium Nederlandse Apothekers): 
- 25,5 gram cetomacrogolwas
- 21,2 gram paraffine
- 38,2 gram vaseline
- 15 gram isopropylmyristaat